# Eunymphicus
Eunymphicus é um género de papagaio da família Psittacidae.
- Periquito-de-uvea, Eunymphicus uvaeensis
- Periquito-de-chifres, Eunymphicus cornutus

https://avibase.bsc-eoc.org/species.jsp?lang=PT&avibaseid=7CF9DDC2A21A1D9A
https://avibase.bsc-eoc.org/species.jsp?lang=PT&avibaseid=FC7AB945C8292D66